# 842 Kerstin
Kerstin (asteróide 842) é um asteróide da cintura principal com um diâmetro de 39,16 quilómetros, a 2,8253719 UA. Possui uma excentricidade de 0,1262655 e um período orbital de 2 123,92 dias (5,82 anos).
Kerstin tem uma velocidade orbital média de 16,56321638 km/s e uma inclinação de 14,57793º.
Esse asteróide foi descoberto em 1 de Outubro de 1916 por Max Wolf.